# Atemnus syriacus
Atemnus syriacus es una especie de arácnido del orden Pseudoscorpionida de la familia Atemnidae.

## Distribución geográfica
Se encuentra en Grecia, Siria y en Israel.